# Josef Schwindling
Josef Schwindling (* 8. April 1912 in Merzig; † 9. September 1957 ebenda) war ein deutscher Künstler.
Josef Schwindling begann 1926 eine Lehre bei der Firma Villeroy & Boch. 1929 unterbrach er seine Lehrzeit und bildete sich bei verschiedenen Professoren an der Handwerker- und Kunstgewerbeschule Elberfeld weiter. Nach diesem Studienaufenthalt arbeitete er als Keramikmodelleur bei Villeroy & Boch, bei der er Kleinplastiken und Gebrauchskunst, die diese Firma teilweise in serienmäßiger Massenproduktion herstellte, formte. Diese Tätigkeit erforderte großes technisches Können und Sicherheit im Umgang mit dem empfindlichen Material Terrakotta.
Neben dieser Arbeit widmete er sich intensiv dem freien künstlerischen Schaffen, wobei sein bevorzugtes Material ebenfalls Terrakotta war. Die jeweilige Gipsform zerschlug er nach gelungenem Brand bzw. Guss.
Vorwiegend beschäftigte sich Schwindling mit der menschlichen Gestalt, Porträts und Tierfiguren, aber auch politischen und religiösen Themen.
Seine Arbeiten sind trotz Ansätzen der Abstraktion naturalistisch, klar und harmonisch aufgebaut und ruhen in sich.
Bedeutend sind u. a. seine „Eisbären“ im Merziger Schwimmbad „Heilborn“ sowie die im Museum Schloß Fellenberg aufbewahrte Christusdarstellung und die Kreuzigungsgruppe.
Schwindlings Sohn Helmut Schwindling wirkte als Kirchenmusiker an der Markt- und Bürgerkirche St. Gangolf in Trier und der Liebfrauenkirche in Bitburg und entfaltete eine rege Konzerttätigkeit als Organist, Cembalist und Dirigent. Als Musikpädagoge war er u. a. an der Bischöflichen Kirchenmusikschule in Trier tätig. Zu seinen Schülern gehören u. a. der derzeitige Aachener Domkapellmeister Berthold Botzet sowie die Komponisten Bernhard Blitsch und Marcus Dahm.